# Miou
Miou ist ein Dorf in der Gemeinde Vegadeo der autonomen Region Asturien in Spanien.

## Geographie
Miou liegt nahe der Mündung des Rio Eo und hat 97 Einwohner (2020) auf einer Grundfläche von 9,79 km². Die nächste größere Ortschaft ist Vegadeo, der 0,6 km entfernte Hauptort der gleichnamigen Gemeinde. Das Dorf gehört zu dem Parroquia Vegadeo.

## Jakobsweg
Miou ist auch eine Station am Jakobsweg, dem „Camino Real“, der über Ferradal, Piñera, Silvayana, San Román del Monte, Vegadeo zur capilla (Kapelle) de Santa Leocadia führt. Der Weg führt weiter über Louteiro, zu der 1 km entfernten capilla de Nuestra Señora de los Remedios.

## Klima
Angenehm milde Sommer mit ebenfalls milden, selten strengen Wintern. In den Hochlagen können die Winter durchaus streng werden.

## Sehenswertes
- Capilla (Kapelle) de Santa Leocadia
- Reserva Natural Parcial de la Ría del Eo (Naturpark)

## Eindrücke

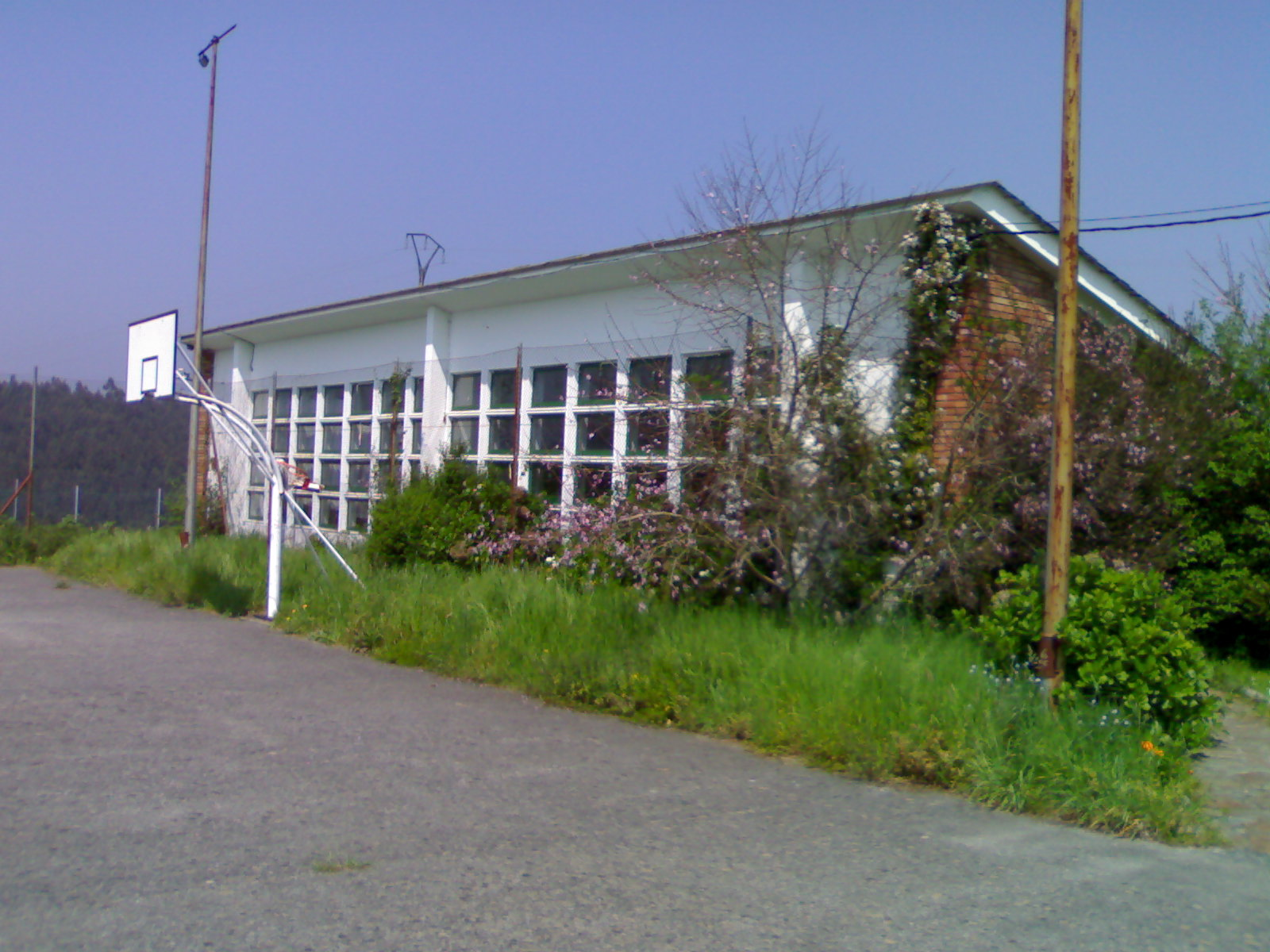
Schule von Miou
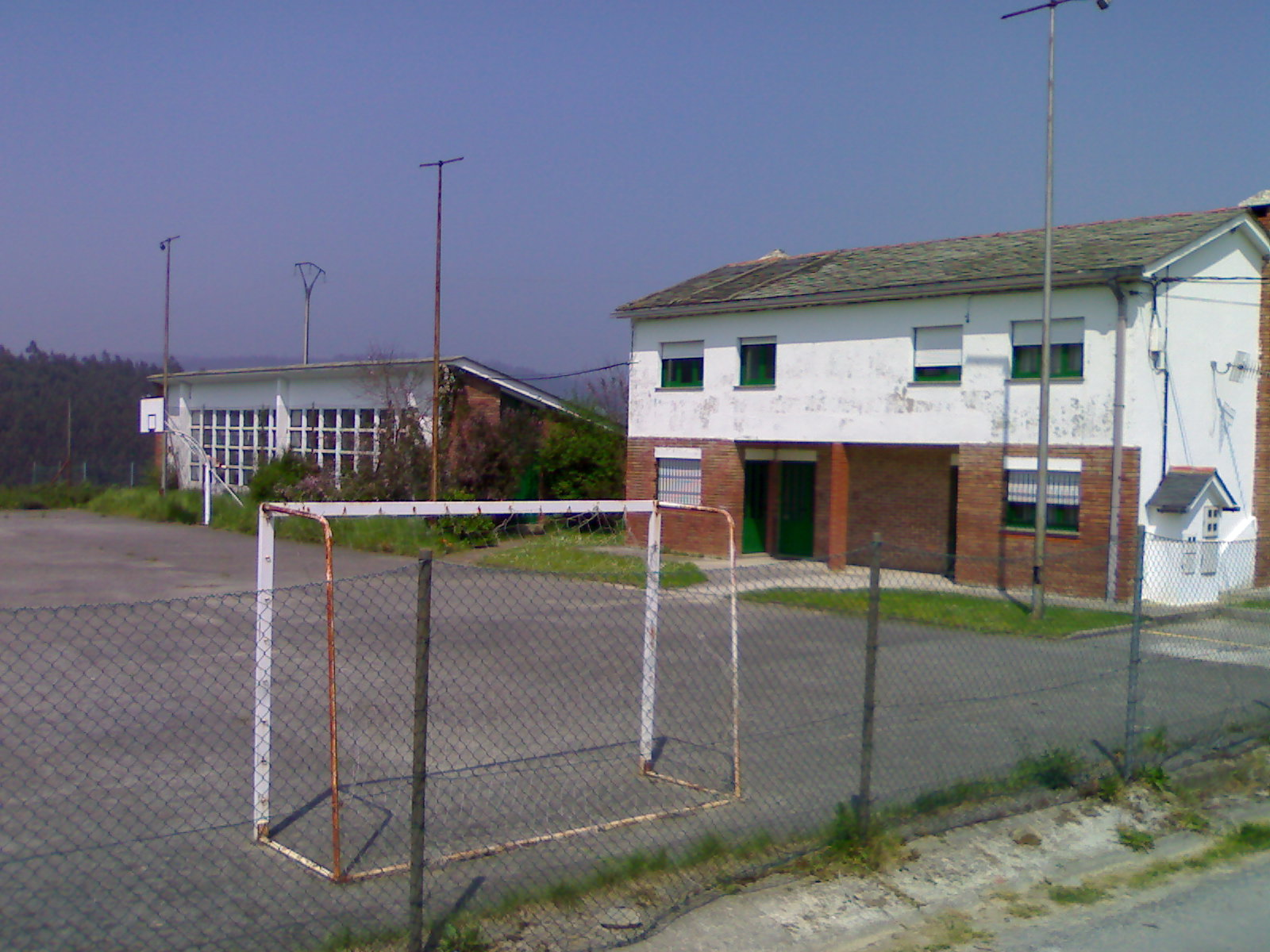
der Sportplatz
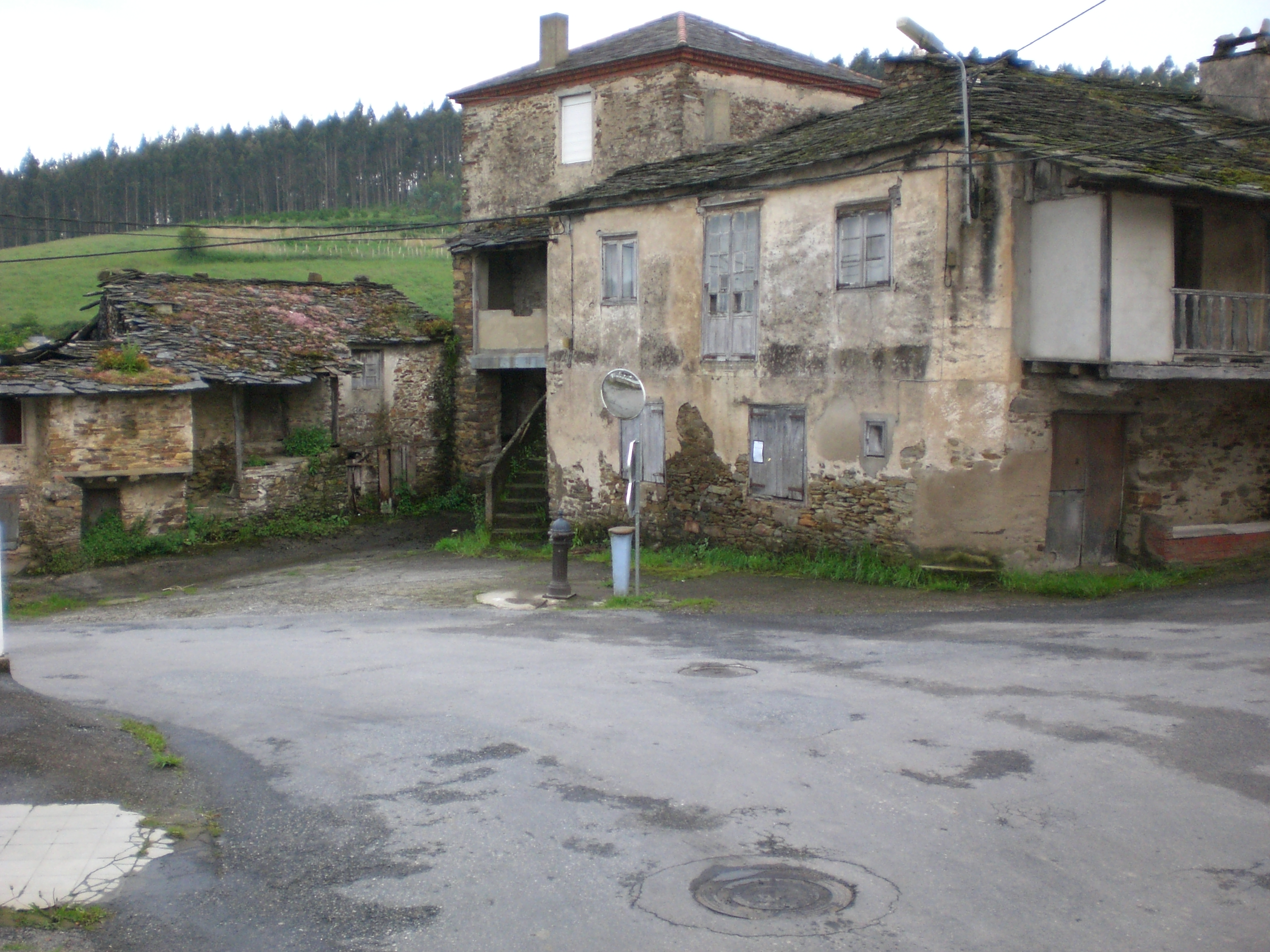
Plaza da Cruz
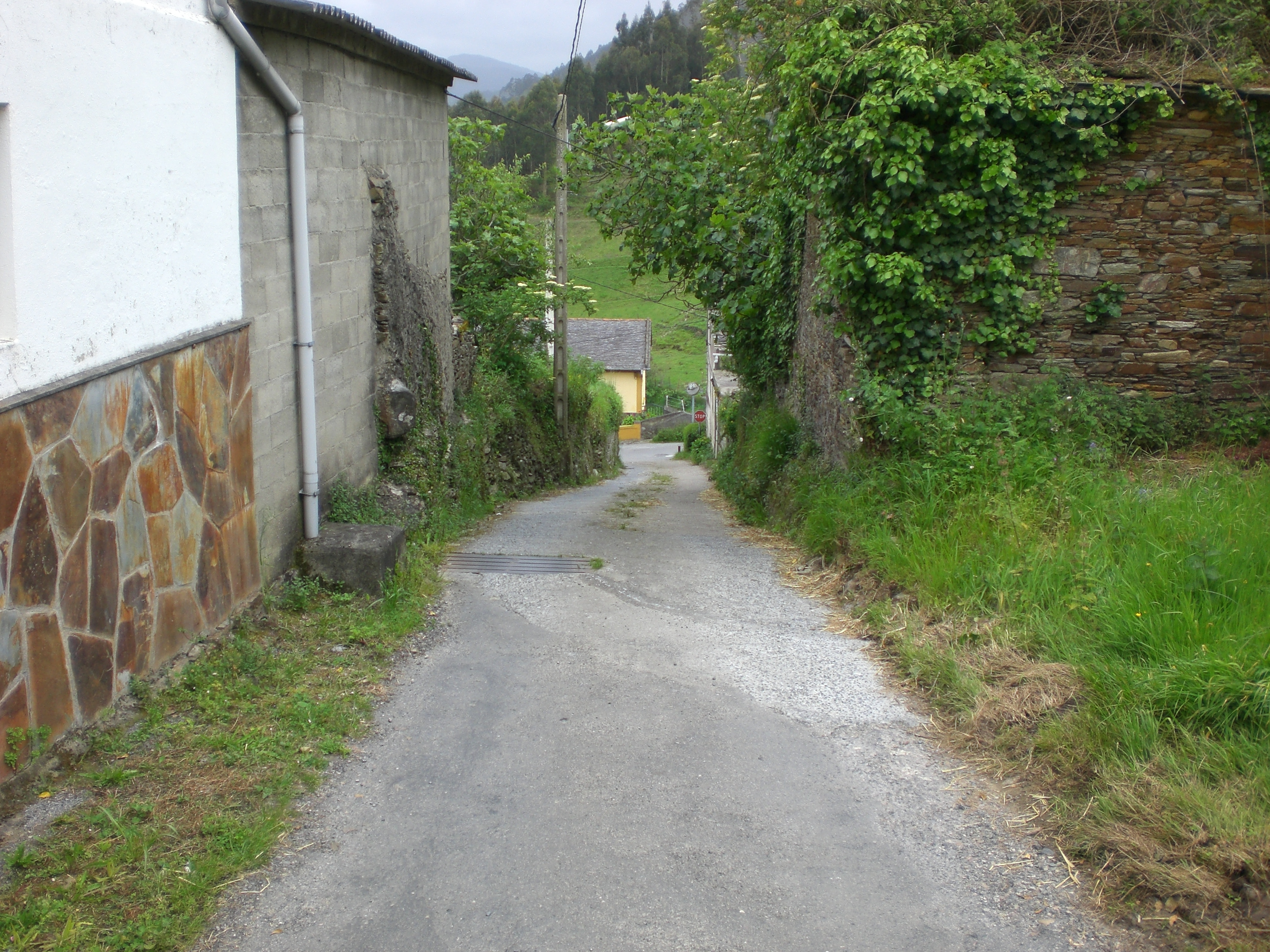
Calle da Costa
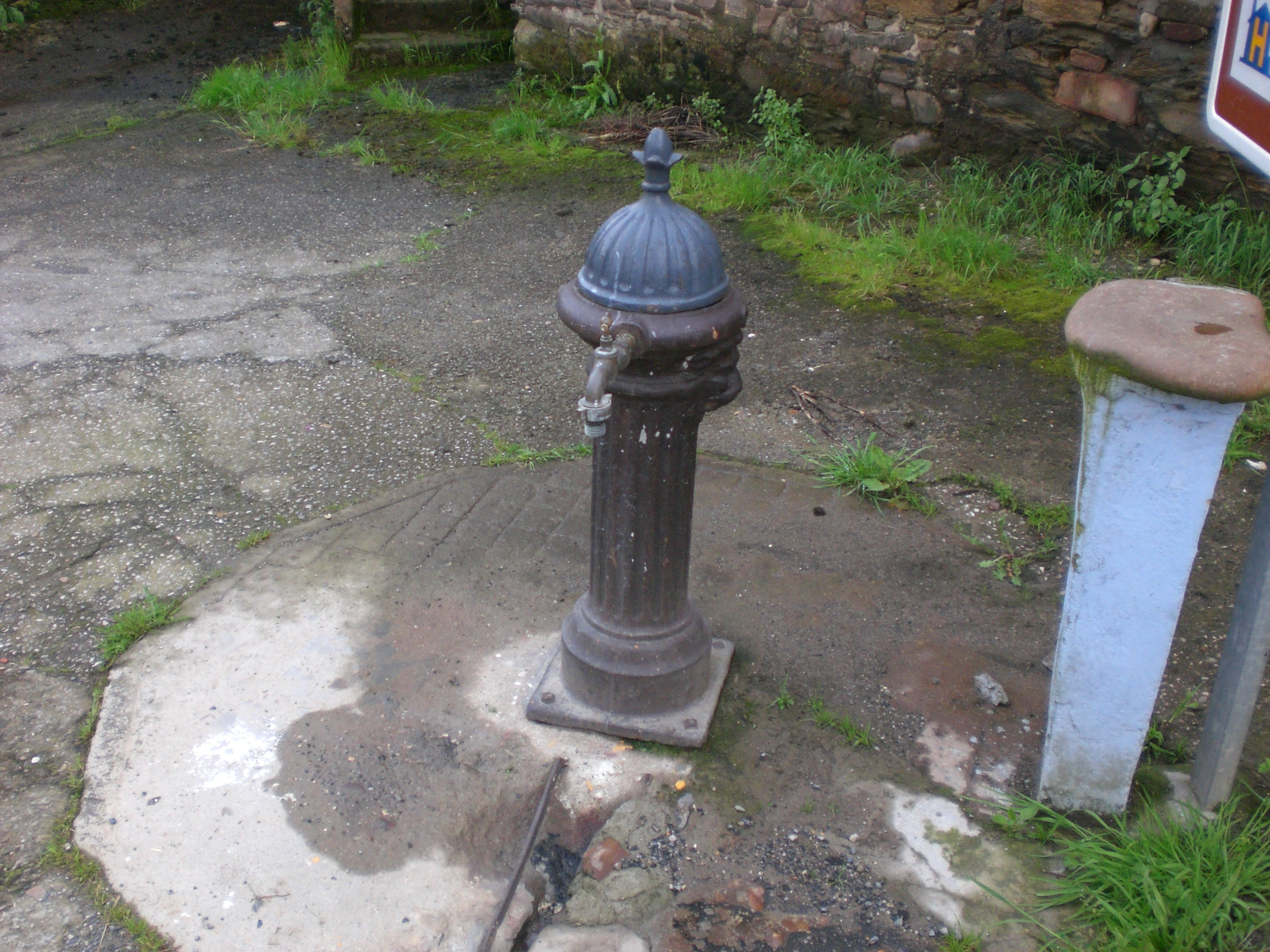
Fonte da Cruz
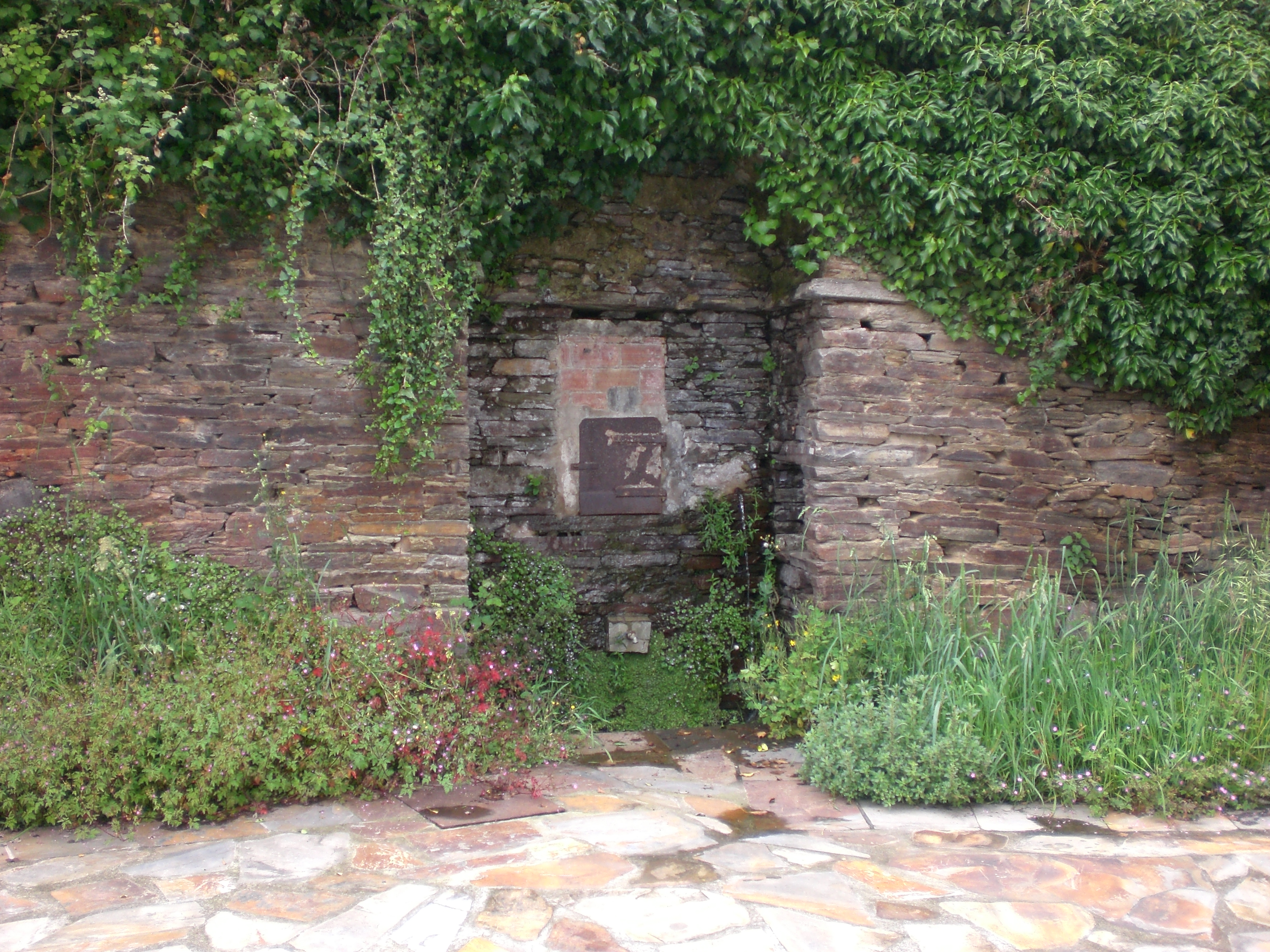
Fonte de Otilia
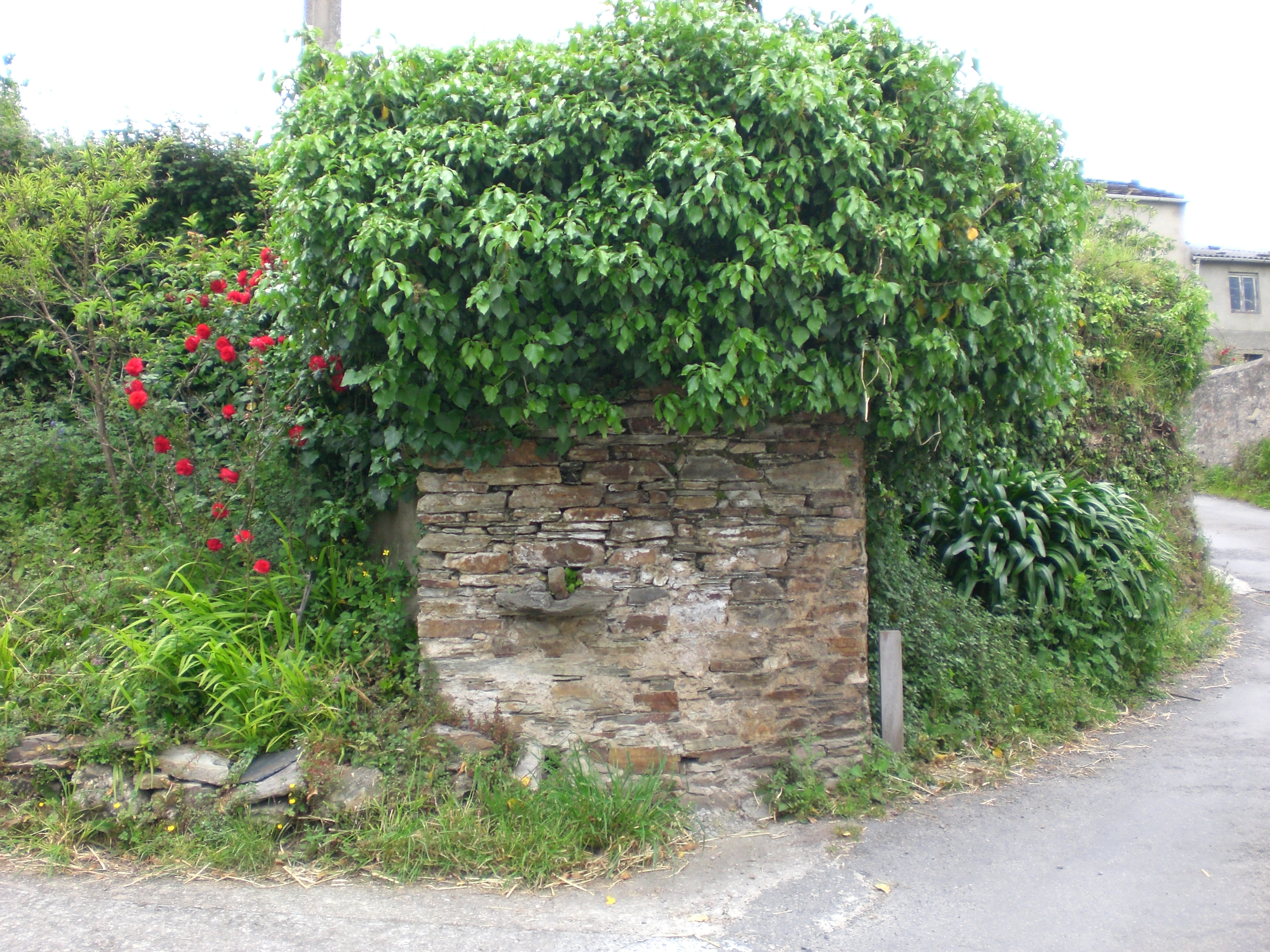
Pozo de Inselmo
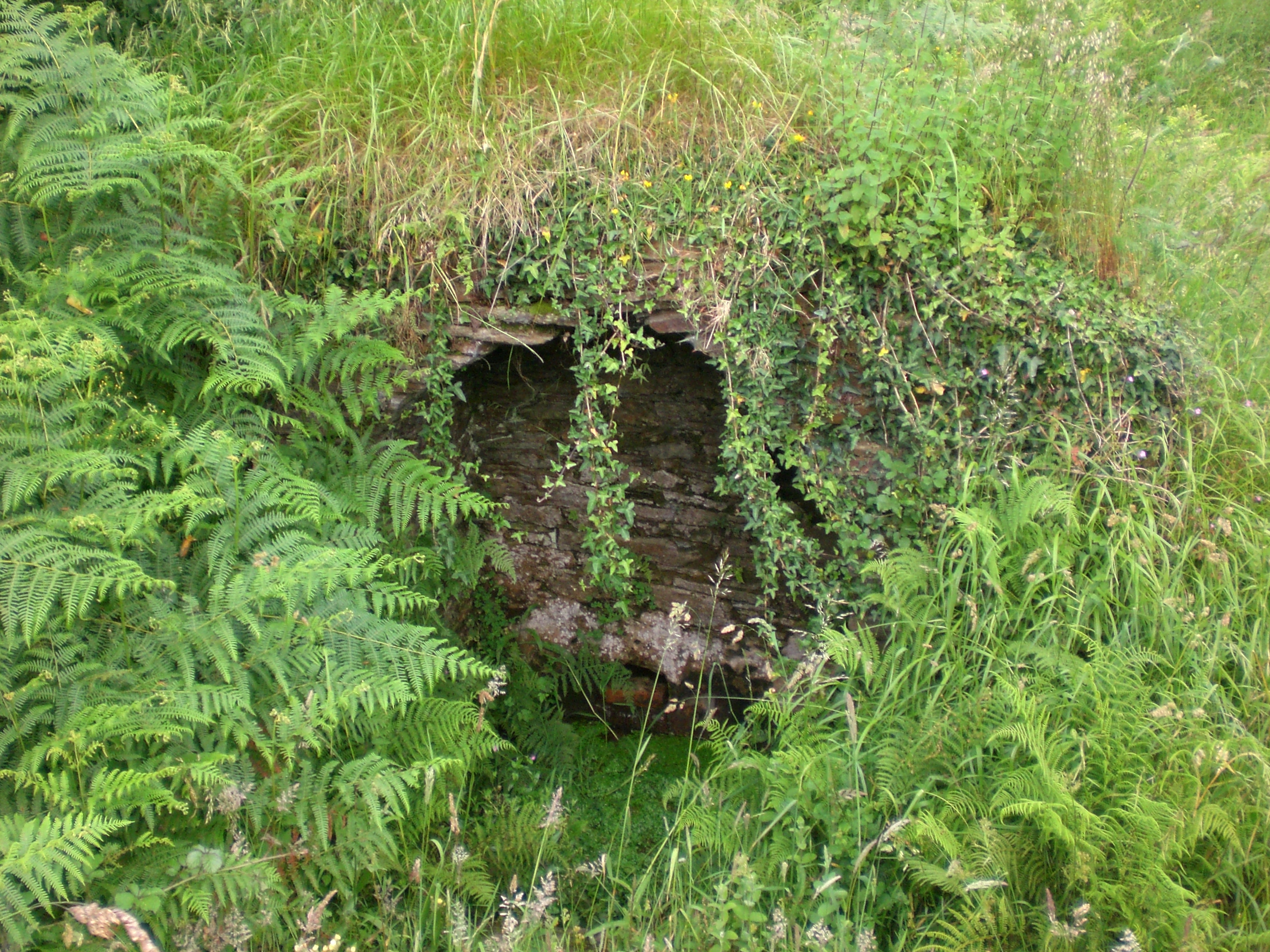
Fonte veya
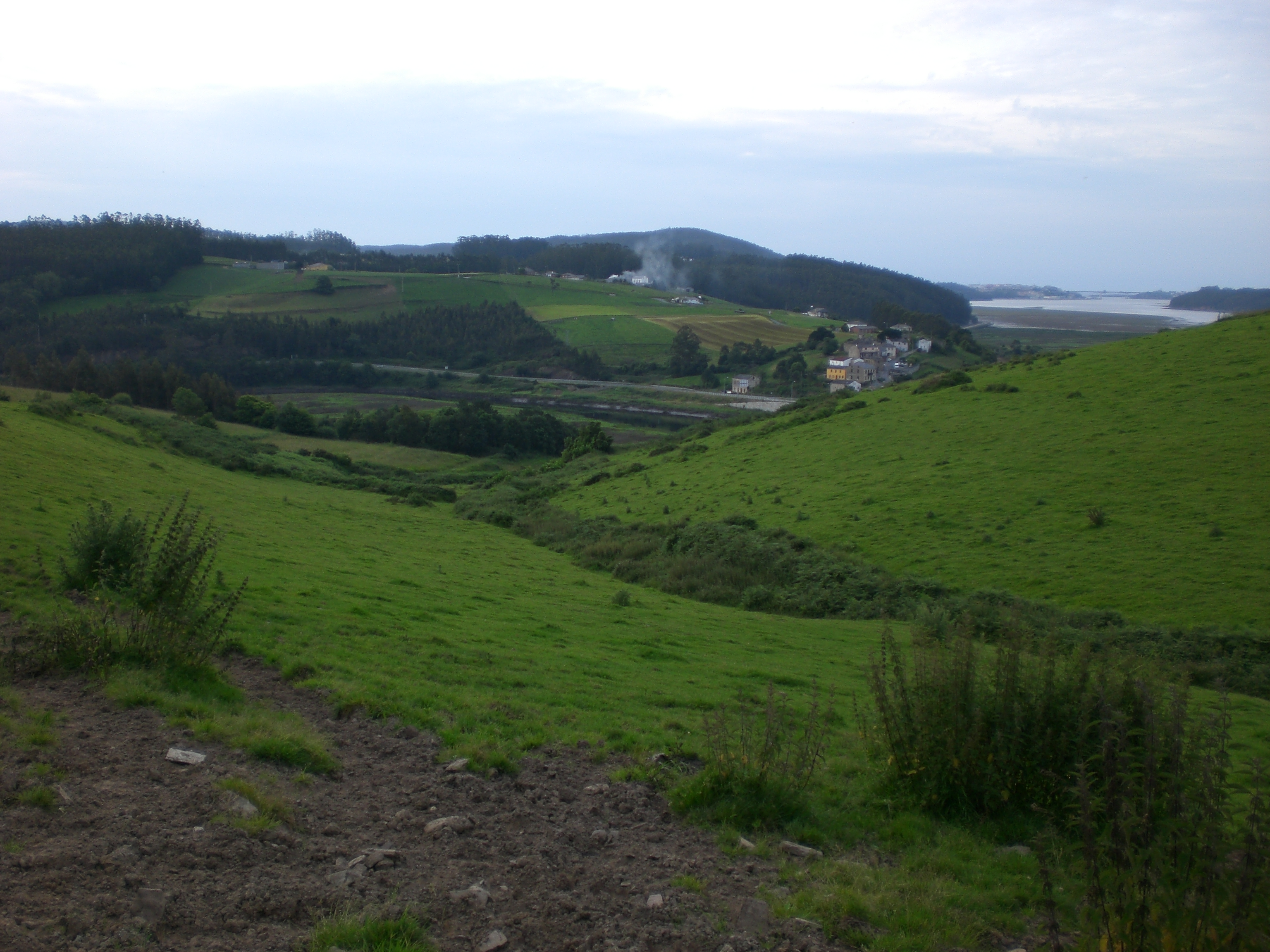
der Weiler El Barredal
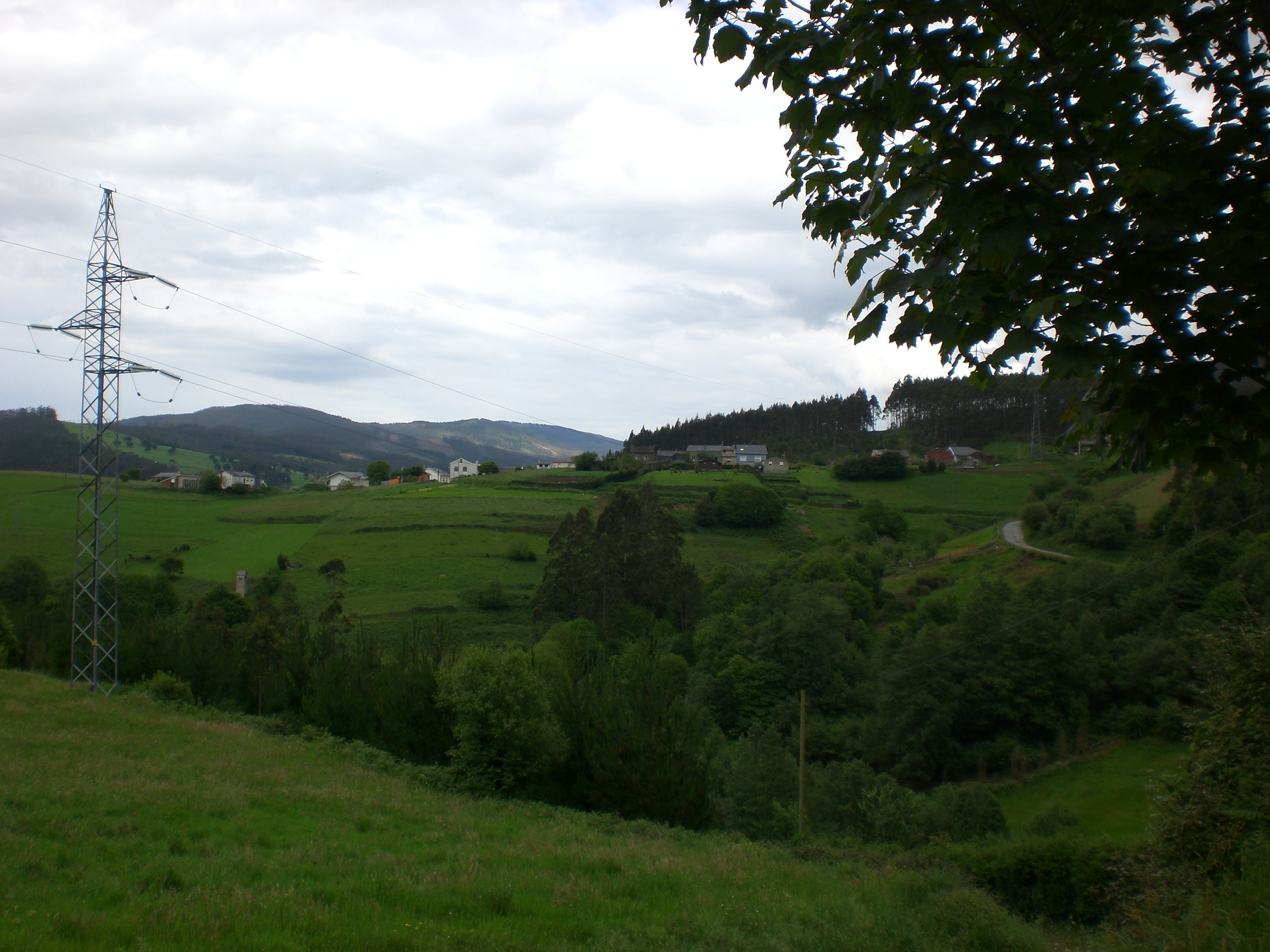
Blick von Louteiro
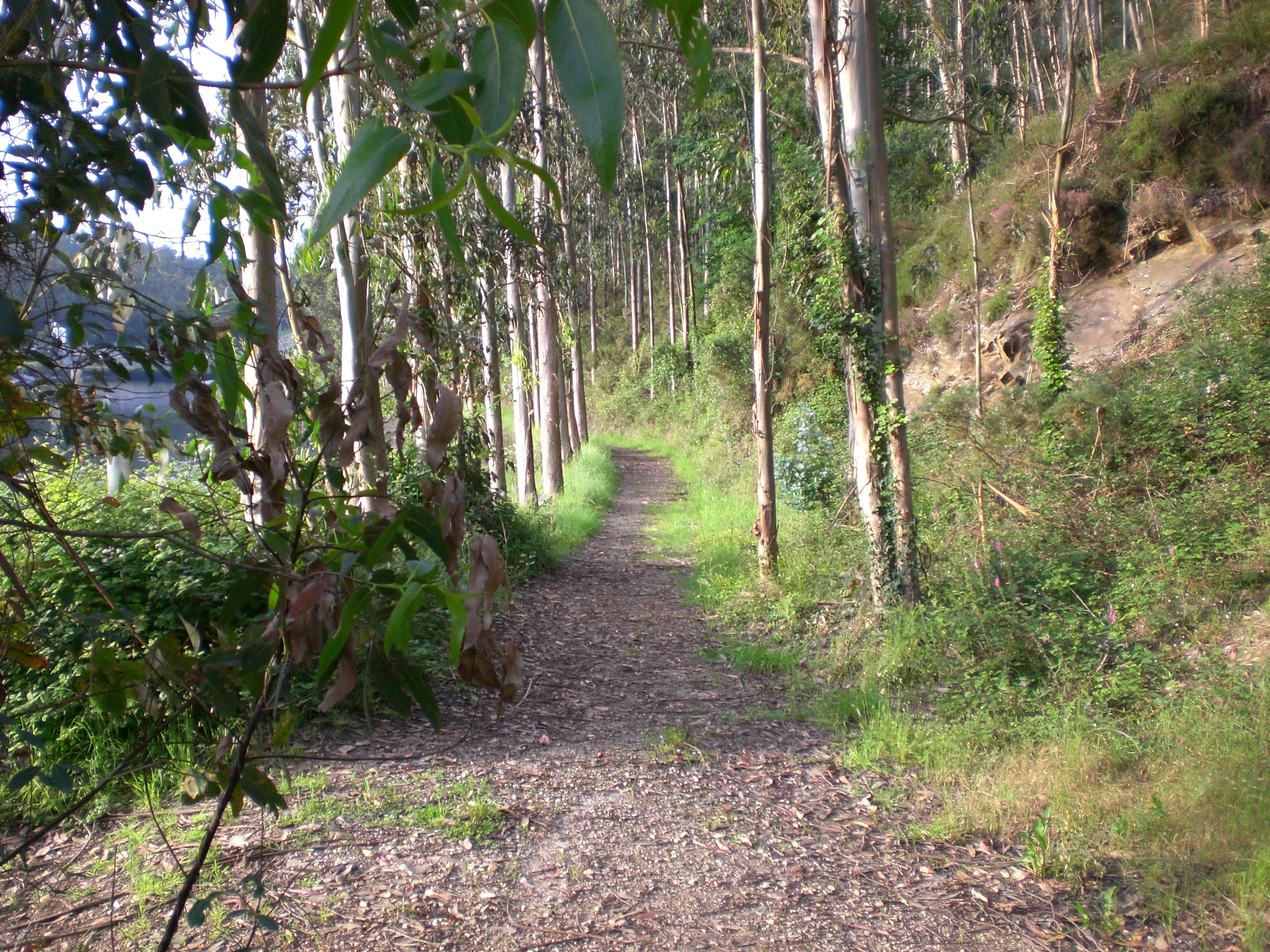
an der Ría del Eo
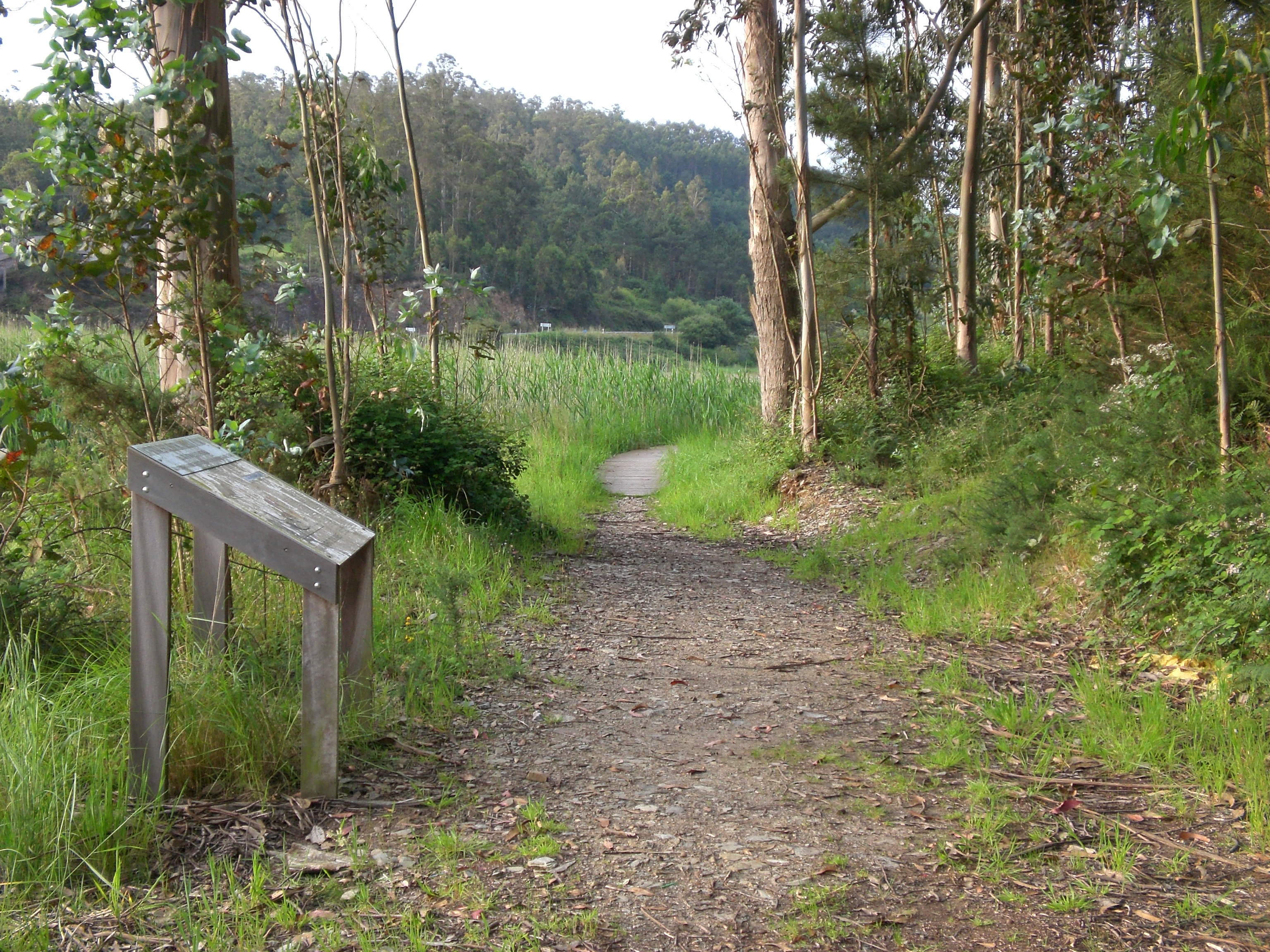
an der Ría del Eo